# Ouó
Ouó (em iorubá: Òwò) é uma cidade no estado de Ondo da Nigéria. Entre 1400 e 1600  AD, que era a capital de uma cidade-estado ioruba. O governo local tem uma população de 222.262, com base no censo de população de 2006.

## História
Em sua tradição oral, Ouó traça suas origens de volta para a antiga cidade de Ilê-Ifé, o berço da cultura iorubá. A tradição oral também afirma que os fundadores foram os filhos da divindade iorubá Odudua, que foi o primeiro governante de Ilê-Ifé. Os primeiros registros históricos e arqueológicos da arte reforçam essas fortes afiliações com a cultura de Ifé. Ouó pôde manter a independência virtual do reino vizinho de Benin, mas foi em uma ocasião exigida para dar o tributo. A transmissão da cultura cortês fluía em ambas as direções entre os reinos do Benin e Ouó. A habilidade dos escultores de marfim de Ouó foi também apreciada na corte de Benin. Durante os séculos XVII e XVIII, os governantes do Benin usaram cada vez mais insígnias feitas de marfim, importaram objetos de arte de Ouó e recrutaram seus artesãos para suas próprias oficinas reais.
Havia outras obras notáveis que podem ser evidentemente apoiadas.